# 貝克勒撞擊坑 (火星)
貝克勒撞擊坑（英語：Becquerel）是一個位於火星阿拉伯高地直徑167公里的撞擊坑，以法國物理學家亨利·贝可勒尔命名。

## 地質
火星全球探勘者號在貝克勒撞擊坑內拍攝的影像中發現了沉積岩地層。這些地層外觀上厚度只有數公尺，且變化很少。近年火星偵察軌道器的 HiRISE 確認了這些地層的厚度。對66層地層的量測顯示有一組地層的平均厚度是3.6公尺，而另一組的平均厚度則是36公尺。在地球上如此的狀況是因為水的作用而造成。火山的沉積物不會有火山灰或熔岩流以這麼固定的厚度沉積的狀況，而且貝克勒撞擊坑附近沒有火山口。
暴露的地層厚度變化是有循環的，這可能代表在物質沉積期間氣候環境的變化。大多數的地層是互相平行的，代表它們是因為垂直沉降而形成；但有少數地層是交錯的，顯示在特定時間形成這些地層的沉積物被水或風沿著地表搬運。沉積物質看起來是相當容易被侵蝕的，而且風蝕的狀況可能仍持續到今天。

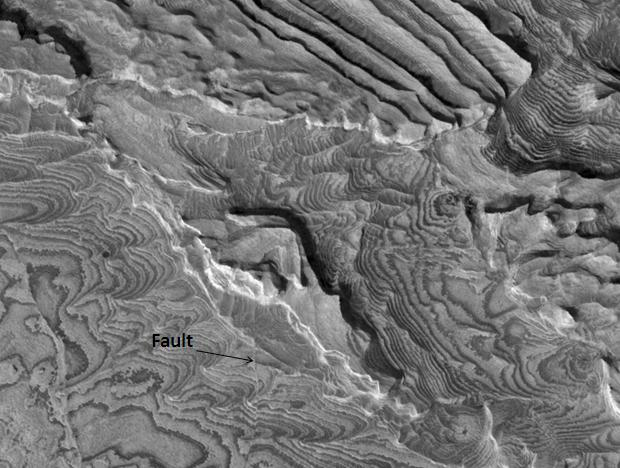
貝克勒撞擊坑的地層；點選放大可看到斷層。火星偵察軌道器的 HiRISE 拍攝[5]。
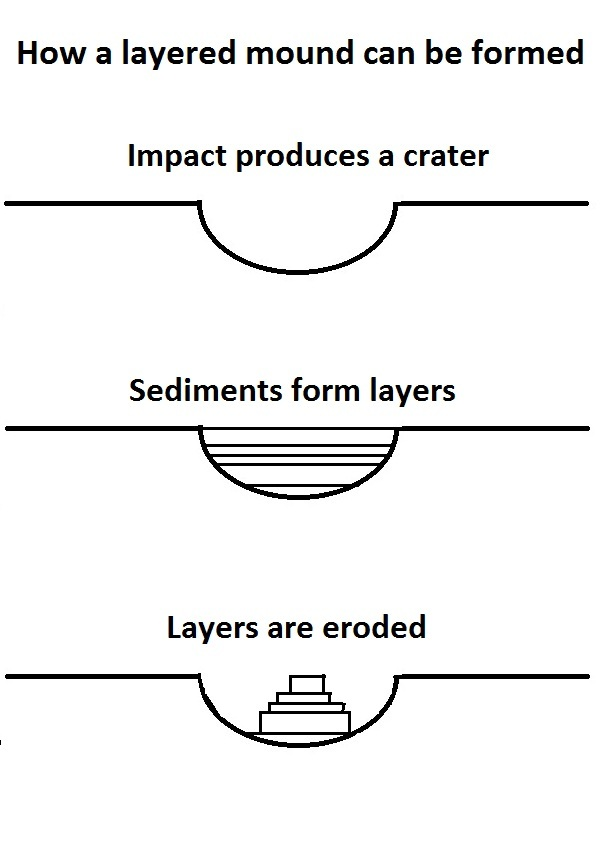
撞擊坑內的山丘是由撞擊後沉積地層被侵蝕而形成，並顯示了地層。
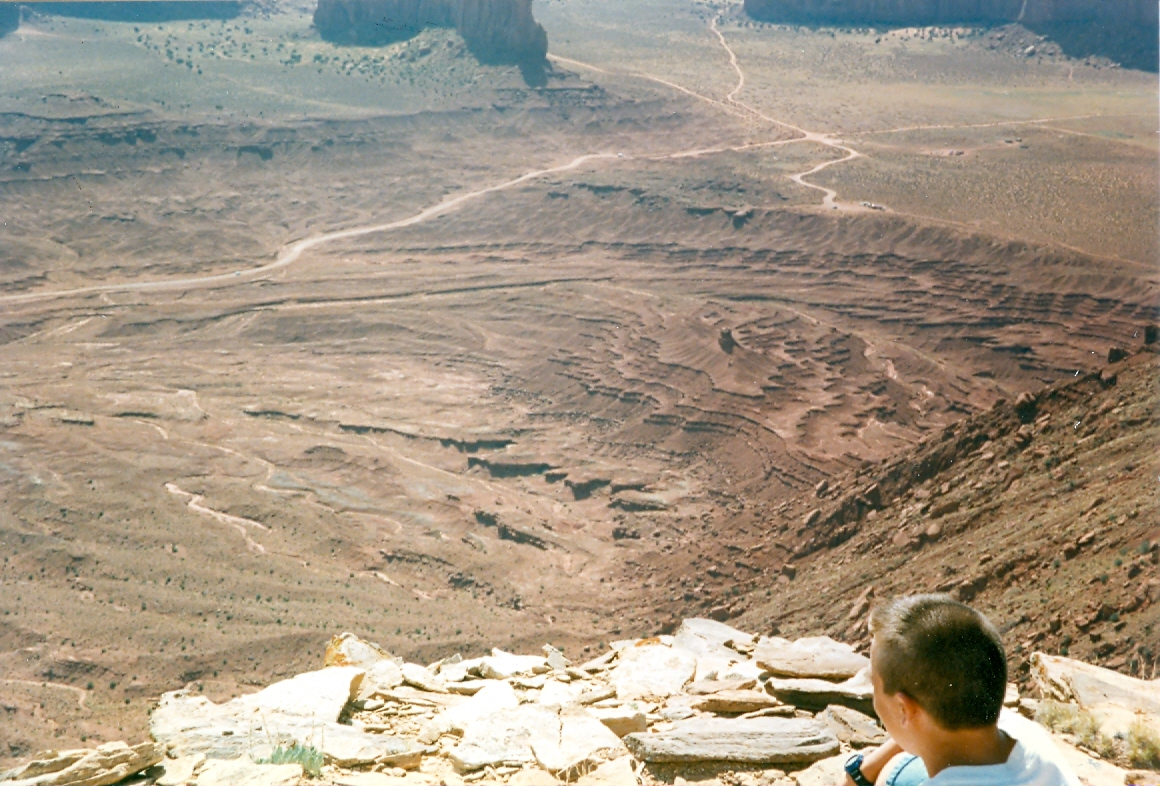
和地球上紀念碑谷的地層相比較。
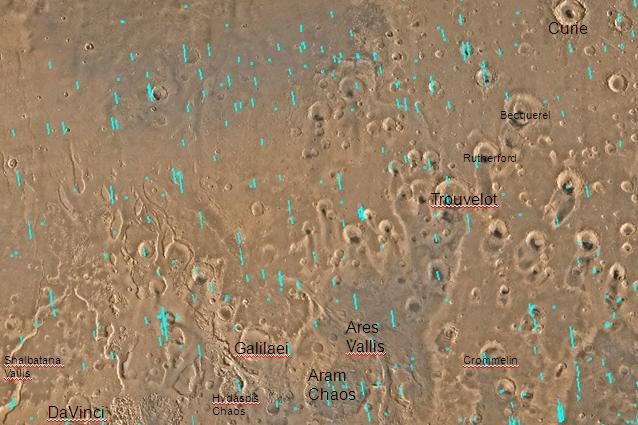
歐克西亞沼區有標出主要地理特徵名稱的地圖。這一區域有許多混沌地形的塌陷區和外流浚道（古河道）。貝克勒撞擊坑位於右上方。